# Carles Maria Pajarón del Amo
Carles Maria Pajarón del Amo (Barcelona, 1903 - Barcelona, 9 d'agost de 1961) fou un atleta català especialitzat en proves de velocitat.
Pel que fa a clubs, va pertànyer al Futbol Club Barcelona. Mai fou campió d'Espanya i de Catalunya, essent el 1920 subcampió català dels 100 m i tercer en els 200 m. També fou tercer al campionat d'Espanya en 200 m. Establí els rècords de Catalunya de triple salt (1920) i els de 4 × 100 m i 4 × 200 m (1921). Va participar en els Jocs Olímpics d'Anvers de 1920, on competí en els 200 metres.